# Вршачки Ритови
Вршачки Ритови (мађ. Verseci Rétek) су насеље у граду Вршац, у Јужнобанатском округу, у Србији. Према попису из 2022. било је 19 становника.

## Назив и настанак
Вршачки Ритови су званично класификовани као једно село, али се заправо састоје од два одвојена насеља: главног села Вршачки Ритови, који се налази у близини железничке пруге која повезује Вршац и Зрењанин на око 3 км од регионалног пута Вршац-Зрењанин, и насеља Новоградња на самом путу.

### Новоградња
Право насеље Вршачки Ритови се најчешће именује као Пумпа, јер је на месту у прошлости била пумпа за воду.
Новоградња се налази на регионалном путу Вршац-Зрењанин, у близини управне зграде бившег корпорације и силоса пшенице. Мање од Пумпе, новоградња је у ствари сада једини насељени део.

## Историја
Село је прилично ново, а изграђено је око бивше велике пољопривредне корпорације „Вршачки Ритови“, некада покретачке економске силе у региону. Место је било насељено и пре тога, али са само неколико кућа. Почев од 1950, село је почело да расте, и достигло свој врхунац средином 1970-их и 1980-их, са својим малим, али веома богатим становништвом. Распад Југославије донео је пад села. Наслоњено углавном на пољопривредну корпорацију у којој је био запослен највећи број становника, почео је брзи пад села. Наметнути ембарго УН на Југославију довео је до заустављања извоза пољопривредних производа, док је распад СССР-а, њеног главног тржишта, донео потпуни колапс. Корпорација је била у државном власништву, и почела је да се разбија на мање делове од којих је једино рибњак у функцији.

## Демографија
У насељу Вршачки Ритови живи 77 пунолетних становника, а просечна старост становништва износи 41,0 година (36,1 код мушкараца и 48,6 код жена). У насељу има 37 домаћинстава, а просечан број чланова по домаћинству је 2,46.
Ово насеље је углавном насељено Србима (према попису из 2002. године).
|  |

| Демографија | Демографија | Демографија |
| Година      | Становника  | Становника  |
| ----------- | ----------- | ----------- |
| 1948.       | 500         |             |
| 1953.       | 600         |             |
| 1961.       | 636         |             |
| 1971.       | 424         |             |
| 1981.       | 224         |             |
| 1991.       | 156         | 156         |
| 2002.       | 91          | 91          |
| 2011.       | 37          |             |

| Етнички састав према попису из 2002.‍ | Етнички састав према попису из 2002.‍ | Етнички састав према попису из 2002.‍ | Етнички састав према попису из 2002.‍ | Етнички састав према попису из 2002.‍ |
| ------------------------------------ | ------------------------------------ | ------------------------------------ | ------------------------------------ | ------------------------------------ |
|                                      |                                      |                                      |                                      |                                      |
| Срби                                 | Срби                                 |                                      | 60                                   | 65,93%                               |
| Мађари                               | Мађари                               |                                      | 14                                   | 15,38%                               |
| Роми                                 | Роми                                 |                                      | 7                                    | 7,69%                                |
| Црногорци                            | Црногорци                            |                                      | 1                                    | 1,09%                                |
| непознато                            | непознато                            |                                      | 1                                    | 1,09%                                |

| Година пописа     | 1948. | 1953. | 1961. | 1971. | 1981. | 1991. | 2002. |
| ----------------- | ----- | ----- | ----- | ----- | ----- | ----- | ----- |
| Број домаћинстава | 160   | 190   | 191   | 108   | 75    | 47    | 37    |

| Број чланова      | 1  | 2  | 3 | 4 | 5 | 6 | 7 | 8 | 9 | 10 и више | Просек |
| ----------------- | -- | -- | - | - | - | - | - | - | - | --------- | ------ |
| Број домаћинстава | 12 | 11 | 5 | 7 | 0 | 1 | 0 | 1 | 0 | 0         | 2,46   |

| Пол    | Укупно | Неожењен/Неудата | Ожењен/Удата | Удовац/Удовица | Разведен/Разведена | Непознато |
| ------ | ------ | ---------------- | ------------ | -------------- | ------------------ | --------- |
| Мушки  | 46     | 24               | 21           | 1              | 0                  | 0         |
| Женски | 35     | 6                | 20           | 8              | 1                  | 0         |
| УКУПНО | 81     | 30               | 41           | 9              | 1                  | 0         |

| Пол    | Укупно                    | Пољопривреда, лов и шумарство | Рибарство                            | Вађење руде и камена | Прерађивачка индустрија       |
| ------ | ------------------------- | ----------------------------- | ------------------------------------ | -------------------- | ----------------------------- |
| Мушки  | 23                        | 15                            | 4                                    | 0                    | 2                             |
| Женски | 9                         | 4                             | 0                                    | 0                    | 2                             |
| УКУПНО | 32                        | 19                            | 4                                    | 0                    | 4                             |
| Пол    | Производња и снабдевање   | Грађевинарство                | Трговина                             | Хотели и ресторани   | Саобраћај, складиштење и везе |
| Мушки  | 0                         | 0                             | 0                                    | 0                    | 1                             |
| Женски | 0                         | 0                             | 0                                    | 0                    | 0                             |
| УКУПНО | 0                         | 0                             | 0                                    | 0                    | 1                             |
| Пол    | Финансијско посредовање   | Некретнине                    | Државна управа и одбрана             | Образовање           | Здравствени и социјални рад   |
| Мушки  | 0                         | 0                             | 0                                    | 0                    | 0                             |
| Женски | 0                         | 0                             | 0                                    | 1                    | 1                             |
| УКУПНО | 0                         | 0                             | 0                                    | 1                    | 1                             |
| Пол    | Остале услужне активности | Приватна домаћинства          | Екстериторијалне организације и тела | Непознато            | Непознато                     |
| Мушки  | 1                         | 0                             | 0                                    | 0                    | 0                             |
| Женски | 1                         | 0                             | 0                                    | 0                    | 0                             |
| УКУПНО | 2                         | 0                             | 0                                    | 0                    | 0                             |